# Ultra Magnus
Ultra Magnus es un personaje Ficticio del Universo Transformers Algunas de sus Apariciones son: Transformers G1,Transformers Prime,Transformers Animated, Transformers Combatientes y la más reciente Transformers War For Cybertron Trilogy Earthrise. 

## Generación 1
Ultra Magnus, fiel amigo de Optimus Prime y segundo al mando de los Autobots.
Luchó en la Gran batalla de la Tierra cuando los Decepticons invadieron la Ciudad Autobot. En la ausencia de Optimus, Ultra Magnus dirigió la defensa hasta que llegaron los refuerzos de Cybertron. Al morir Optimus Prime, recibió de su líder "La Matriz de liderazgo", símbolo del liderazgo de los Autobots.
Al trasladarse la batalla al espacio exterior, en particular al planeta Junkion, es destruido a manos de Galvatron, la forma renovada de (Megatron), y la Matriz le es arrebatada. Horas después, los mismos habitantes del planeta lo reconstruyen y reactivan.
Después de que Rodimus Prime derrote a Galvatron, y destruya a Unicron usando la Matriz de liderazgo, Ultra Magnus sigue siendo el segundo al mando a las órdenes de Rodimus.

## Transformers Animated
Ultra Magnus Es el líder Supremo de los Autobots y comandante de "La Guardia de Elite". En cierta forma es el que inspiró a Bumblebee en entrar al ejército.
Posee un Poderoso Martillo de Energon el cual usa para controlar la situación.
En el episodio "Where Is Thy Sting" Shockwave (Longarm Prime) hace un ataque que casi mata a Ultra Magnus. Al final del episodio sus últimas palabras fueron "El traidor es Shockwave".